# Фототерапия желтухи новорождённых

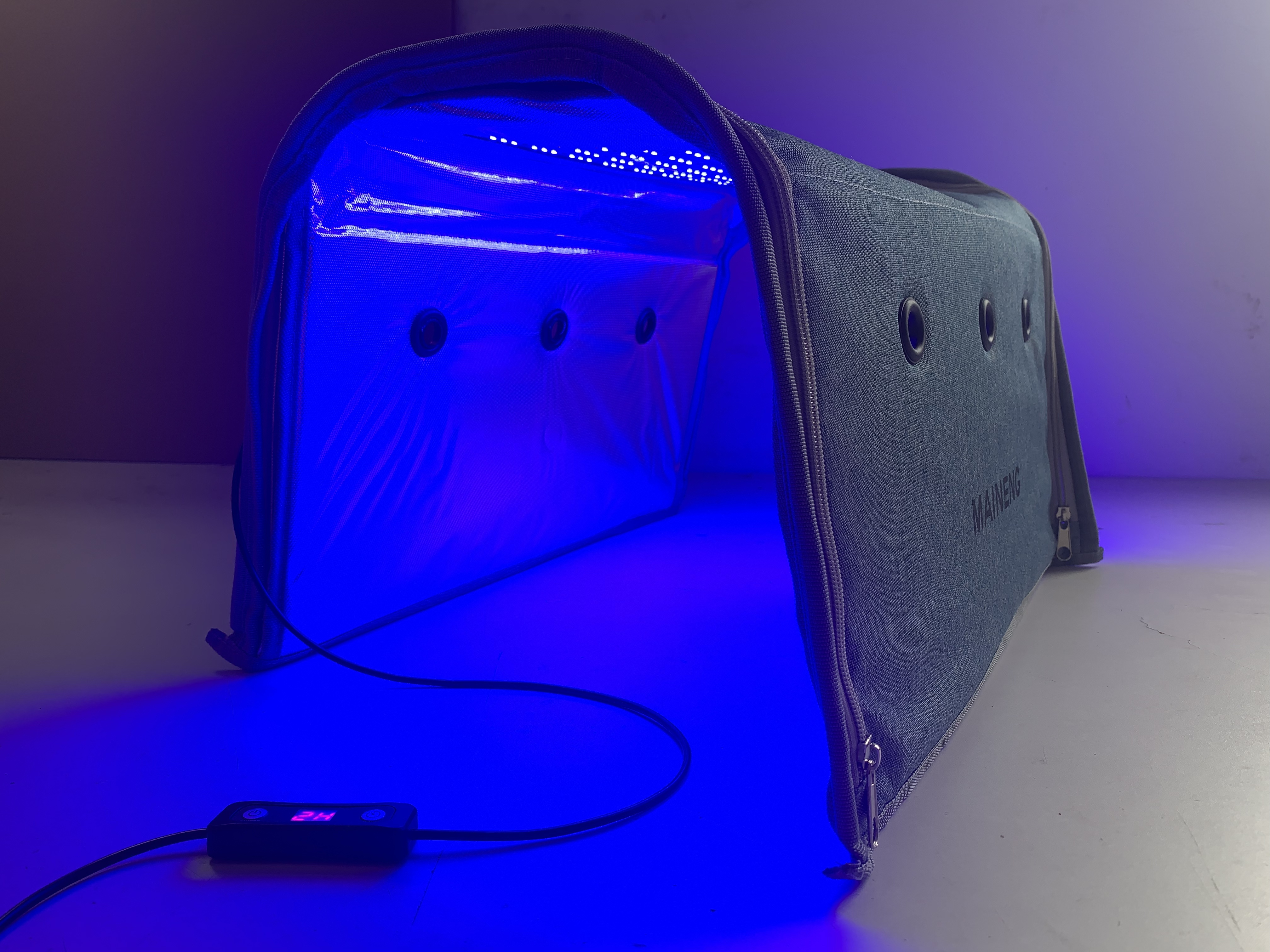

Фототерапия (светотерапия, светолечение) желтухи новорождённых - метод лечения физиологической желтухи новорождённых, который заключается в воздействии на ткани организма новорождённого светом синего спектра излучения. 

Причина возникновения желтухи заключается в том, что в организме новорождённого повышено содержание билирубина.

Билирубин разрушается под действием света, в результате чего он преобразуется в безвредные продукты распада и выводится из организма с калом и мочой, тем самым снижается уровень его содержания в крови. Фотораспад билирубина наиболее интенсивно происходит при синем свете с длиной волны 460-490 нанометров (не следует путать с ультрафиолетовым излучением - 300—400 нм).

## Показания
- Для доношенных младенцев, показатели желтухи которых в первые 15 дней жизни превышают 12,9 мг/дл или 220 мкмоль/л
- Для недоношенных младенцев, показатели желтухи которых в первые 15 дней жизни превышают 15 мг/дл или 256 мкмоль/л
- Либо для некоторых младенцев, желтуха которых не прошла в первые 15 дней жизни и в результате анализов обнаружен повышенный  уровень содержания билирубина

## Противопоказания
- Патологическая желтуха

## Типы фототерапевтических ламп для лечения желтухи новорождённых
- По конструкции: лампы верхнего или/и нижнего света
- По источнику света: флуоресцентные или светодиодные
- По применению: медицинские или  бытовые для домашнего использования